# Izrek o gibalni količini
Izrèk ò gibálni količíni pove, da je skupni sunek zunanjih sil enak spremembi gibalne količine. Diferencialno obliko tega izreka se lahko zapiše kot:
{\displaystyle {\vec {\mathbf {F} }}={\frac {\mathrm {d} {\vec {\mathbf {G} }}}{\mathrm {d} t}}\!\,.}
Kadar na telo ne delujejo zunanje sile {\displaystyle ({\vec {\mathbf {F} }}=0)}, velja:
{\displaystyle {\frac {\mathrm {d} {\vec {\mathbf {G} }}}{\mathrm {d} t}}=0\!\,,}
oziroma:
{\displaystyle {\vec {\mathbf {G} }}=\mathrm {konst.} \!\,}
Gibalna količina takega telesa torej ostaja konstantna.
Podobni izrek, ki velja za kroženje, je izrek o vrtilni količini.

## Dokaz
Izrek se lahko izpelje iz drugega Newtonovega zakona {\displaystyle F=ma\!\,}, če se ga pomnoži z dt:
{\displaystyle {\vec {\mathbf {F} }}\,\mathrm {d} t=m\,\mathrm {d} {\vec {\mathbf {v} }}=\mathrm {d} (m{\vec {\mathbf {v} }})=\mathrm {d} {\vec {\mathbf {G} }}\!\,}
in integrira po času:
{\displaystyle \int _{t'}^{t}{\vec {\mathbf {F} }}\,\mathrm {d} t=m{\vec {\mathbf {v} }}-m{\vec {\mathbf {v'} }}={\vec {\mathbf {G} }}-{\vec {\mathbf {G'} }}\!\,.}